# Tulisa Contostavlos
Tula Paulinea „Tulisa“ Contostavlos (* 13. července 1988, Camden, Anglie, Spojené království) je anglická zpěvačka, skladatelka, herečka a televizní osobnost.. Nejvíce se proslavila jako členka skupiny N-Dubz. Ve skupině byla se svým bratrancem Dappym a jejich kamarádem Fazerem. V 8. sérii soutěže The X Factor pracovala jako porotce a se svým aktem, skupinou Little Mix, soutěž vyhrála. S N-Dubz nahrála tři alba: Uncle B (2006), Against All Odds (2009 a Love.Live.Life (2010). 16. března 2012 oznámila, že skupina se rozpadá. V roce 2011 začala pracovat na své sólo kariéře a v roce 2012 vydala album The Female Boss. Album obdrželo negativní kritiku. Jako singly byly vydané tři písničky. První singl Young se umístil v britském žebříčku na prvním místě.

## Životopis
Narodila se v Camden Town v Londýně. Je dcerou Anne Byrne (která byla se svými třemi sestrami ve skupině Jeep) a Plata Contoslavlose (který byl členem skupiny Mungo Jerry). Studovala na Haverstock Secondary School a na Quintin Kynaston School.